# De week van PowNed
De week van PowNed was een Nederlands programma van omroep PowNed waarin rauw commentaar, eigenzinnige reportages en confrontaties de revue passeren.
De eerste aflevering werd op 1 september 2016 uitgezonden en is het vervolg op Studio PowNed waarin dergelijke reportages werden nabesproken. Al in februari 2016 vertelde Dominique Weesie hierover bij de talkshow Jinek van Eva Jinek dat de doelgroep minder lineaire tv kijkt: De instarts, de filmpjes die we daar hebben, die worden vervolgens op internet gezet en vijf tot tien keer beter bekeken.